# Šaplava
Šaplava – gmina w Czechach, w powiecie Hradec Králové, w kraju hradeckim. Według danych z dnia 1 stycznia 2014 liczyła 115 mieszkańców.